# الزریبه
الزریبه (به عربی: الزریبة) یک منطقهٔ مسکونی در تونس است که در استان زغوان واقع شده‌است. الزریبه ۱۱٬۸۴۹ نفر جمعیت دارد.